# Porumbenii Mari
Porumbenii Mari é uma comuna romena localizada no distrito de Harghita, na região histórica da Transilvânia. A comuna possui uma área de 37.46 km² e sua população era de 1778 habitantes segundo o censo de 2007.